# Orcinolo 2-monoossigenasi
La orcinolo 2-monoossigenasi è un enzima appartenente alla classe delle ossidoreduttasi, che catalizza la seguente reazione:
orcinolo + NADH + H+ + O2 ⇄ 2,3,5-triidrossitoluene + NAD+ + H2O
L'enzima è una flavoproteina (FAD).